# Lothar Sieber
Lothar Sieber, nascut el 7 d'abril de 1922 a Dresden, Alemanya i mort l'1 de març de 1945 a prop de Stetten am kalten Markt, Alemanya, va ser un aviador alemany de la Segona Guerra Mundial. És conegut per ser el pilot de proves del Bachem Ba 349 "Natter", un interceptor d'enlairament vertical dissenyat per Erich Bachem que usava un motor de coet dissenyat per Hellmuth Walter. Sieber va morir en el primer vol pilotat, que va acabar amb el programa.

## Biografia

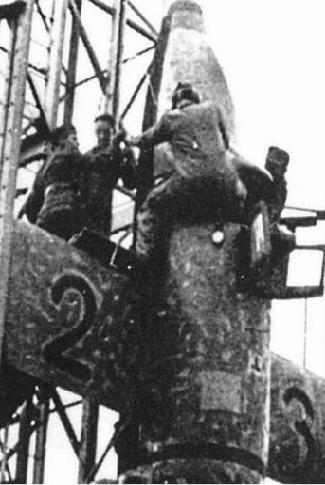
Lothar Sieber entrant al Bachem Ba 349 M23 (1945)

Lothar Sieber s'havia interessat en l'aviació des de petit. Als 14 anys, va assistir a un saló aeri organitzat, el 1936, a la seva ciutat natal de Dresden on donà la mà a Hermann Goering, que acabava de ser nomenat ministre de l'aviació per al Reich. Això el decideix a ser pilot de la Luftwaffe. S'hi allista quatre anys després i ràpidament va demostrar ser un pilot molt dotat. Es va especialitzar en el pilotatge de bombarders pesants, incloent avions capturats a l'enemic com el Boeing B-17 i el Tupolev TB-3 soviètic. Va ser ascendit a Leutnant i va rebre el seu primer comandament el 1942.
La seva carrera va acabar de forma brusca el febrer de 1943, quan va ser jutjat per un tribunal militar per embriaguesa estant de servei. Va ser degradat a pilot ras i condemnat a 4 mesos de presó. Per intervenció de Goering la seva condemna es redueix a sis setmanes, però es manté la seva degradació.
Reincorporat al servei, Lothar Sieber està disposat a fer qualsevol cosa per recuperar el seu grau. L'abril del 1944, participa en les proves de l'avió de transport Arado Ar 232, capaç de fer enlairaments STOL sense que li afectés l'estat del terreny gràcies al seu revolucionari tren d'aterratge. Sieber també participa en les proves de coets d'assistència a l'enlairament. Estava tan segur del seu talent com a pilot multimotor que aconsegueix de fer un looping amb un Junkers Ju 52. Va ser destinat l'agost de 1944 al Kampfgeschwader 200 (KG 200), l'esquadró de les "operacions especials".
L'agost de 1944 Sieber rescata, sota el foc enemic, 23 companys del KG 200 a Ucraïna amb un Arado Ar 232 en una missió de vol rasant darrere de les línies enemigues. Per això se li concedeix la Creu de Ferro de 1ª Classe. I Otto Skorzeny, el va proposar per a la Creu Alemanya.
Lothar Sieber va seguir sent el pilot d'un Arado Ar 232 fins que es va convertir en pilot de proves a Bachem Werke, a petició de Skorzeny, el desembre de 1944. Va realitzar el primer vol tripulat del Bachem Ba-349 Natter l'1 de març de 1945 i va morir en el procés. Se li havia assegurat que la seva degradació seria cancel·lada després del vol de prova i que seria ascendit a Oberleutnant. Aquest rang se li va atorgar pòstumament.

## Condecoracions
Creu de Ferro 1939 de 1a Classe

 Creu Alemanya